# Llista d'asteroides/102201–102300
| Nom                     | Designació provisional | Data de descobriment | Lloc de descobriment | Descobridor/s                        |
| ----------------------- | ---------------------- | -------------------- | -------------------- | ------------------------------------ |
| 102201 -                | 1999 SD15              | 29 de setembre, 1999 | Catalina             | CSS                                  |
| 102202 -                | 1999 SC17              | 30 de setembre, 1999 | Catalina             | CSS                                  |
| 102203 -                | 1999 SC19              | 30 de setembre, 1999 | Socorro              | LINEAR                               |
| 102204 -                | 1999 SE19              | 30 de setembre, 1999 | Socorro              | LINEAR                               |
| 102205 -                | 1999 SB20              | 30 de setembre, 1999 | Socorro              | LINEAR                               |
| 102206 -                | 1999 SM20              | 30 de setembre, 1999 | Socorro              | LINEAR                               |
| 102207 -                | 1999 SK21              | 30 de setembre, 1999 | Kitt Peak            | Spacewatch                           |
| 102208 -                | 1999 SD22              | 21 de setembre, 1999 | Anderson Mesa        | LONEOS                               |
| 102209 -                | 1999 SG25              | 30 de setembre, 1999 | Catalina             | CSS                                  |
| 102210 -                | 1999 SE27              | 29 de setembre, 1999 | Catalina             | CSS                                  |
| 102211 - Angelofaggiano | 1999 TQ                | 1 d'octubre, 1999    | Campo Catino         | Campo Catino                         |
| 102212 -                | 1999 TA1               | 1 d'octubre, 1999    | Višnjan Observatory  | K. Korlević                          |
| 102213 -                | 1999 TL1               | 1 d'octubre, 1999    | Višnjan Observatory  | K. Korlević                          |
| 102214 -                | 1999 TO1               | 1 d'octubre, 1999    | Višnjan Observatory  | K. Korlević                          |
| 102215 -                | 1999 TR3               | 2 d'octubre, 1999    | Ondřejov             | L. Šarounová                         |
| 102216 -                | 1999 TG4               | 3 d'octubre, 1999    | Nacogdoches          | B. D. McCormack, D. W. Carona        |
| 102217 -                | 1999 TW4               | 4 d'octubre, 1999    | Socorro              | LINEAR                               |
| 102218 -                | 1999 TA6               | 5 d'octubre, 1999    | Farpoint             | G. Bell, G. Hug                      |
| 102219 -                | 1999 TB6               | 6 d'octubre, 1999    | Farpoint             | G. Bell, G. Hug                      |
| 102220 -                | 1999 TJ8               | 6 d'octubre, 1999    | Višnjan Observatory  | K. Korlević, M. Jurić                |
| 102221 -                | 1999 TT9               | 7 d'octubre, 1999    | Višnjan Observatory  | K. Korlević, M. Jurić                |
| 102222 -                | 1999 TA12              | 8 d'octubre, 1999    | Črni Vrh             | Črni Vrh                             |
| 102223 -                | 1999 TE12              | 10 d'octubre, 1999   | Gnosca               | S. Sposetti                          |
| 102224 - Raffaellolena  | 1999 TG12              | 10 d'octubre, 1999   | Gnosca               | S. Sposetti                          |
| 102225 -                | 1999 TU12              | 10 d'octubre, 1999   | Fountain Hills       | C. W. Juels                          |
| 102226 -                | 1999 TL13              | 8 d'octubre, 1999    | Hudson               | S. Brady                             |
| 102227 -                | 1999 TB14              | 13 d'octubre, 1999   | Prescott             | P. G. Comba                          |
| 102228 -                | 1999 TG15              | 12 d'octubre, 1999   | Ondřejov             | P. Pravec, P. Kušnirák               |
| 102229 -                | 1999 TS17              | 15 d'octubre, 1999   | Ondřejov             | P. Pravec, P. Kušnirák               |
| 102230 -                | 1999 TA18              | 10 d'octubre, 1999   | Xinglong             | Beijing Schmidt CCD Asteroid Program |
| 102231 -                | 1999 TS18              | 14 d'octubre, 1999   | Xinglong             | Beijing Schmidt CCD Asteroid Program |
| 102232 -                | 1999 TX18              | 12 d'octubre, 1999   | Črni Vrh             | Črni Vrh                             |
| 102233 -                | 1999 TJ19              | 10 d'octubre, 1999   | Calgary              | G. W. Billings                       |
| 102234 - Olivebyrne     | 1999 TK20              | 5 d'octubre, 1999    | Goodricke-Pigott     | R. A. Tucker                         |
| 102235 -                | 1999 TN21              | 13 d'octubre, 1999   | Bergisch Gladbach    | W. Bickel                            |
| 102236 -                | 1999 TO21              | 2 d'octubre, 1999    | Kitt Peak            | Spacewatch                           |
| 102237 -                | 1999 TQ21              | 2 d'octubre, 1999    | Kitt Peak            | Spacewatch                           |
| 102238 -                | 1999 TH22              | 3 d'octubre, 1999    | Kitt Peak            | Spacewatch                           |
| 102239 -                | 1999 TK22              | 3 d'octubre, 1999    | Kitt Peak            | Spacewatch                           |
| 102240 -                | 1999 TN22              | 3 d'octubre, 1999    | Kitt Peak            | Spacewatch                           |
| 102241 -                | 1999 TT22              | 3 d'octubre, 1999    | Kitt Peak            | Spacewatch                           |
| 102242 -                | 1999 TE25              | 3 d'octubre, 1999    | Socorro              | LINEAR                               |
| 102243 -                | 1999 TE26              | 3 d'octubre, 1999    | Socorro              | LINEAR                               |
| 102244 -                | 1999 TJ26              | 3 d'octubre, 1999    | Socorro              | LINEAR                               |
| 102245 -                | 1999 TO26              | 3 d'octubre, 1999    | Socorro              | LINEAR                               |
| 102246 -                | 1999 TV26              | 3 d'octubre, 1999    | Socorro              | LINEAR                               |
| 102247 -                | 1999 TY26              | 3 d'octubre, 1999    | Socorro              | LINEAR                               |
| 102248 -                | 1999 TD27              | 3 d'octubre, 1999    | Socorro              | LINEAR                               |
| 102249 -                | 1999 TE27              | 3 d'octubre, 1999    | Socorro              | LINEAR                               |
| 102250 -                | 1999 TU27              | 3 d'octubre, 1999    | Socorro              | LINEAR                               |
| 102251 -                | 1999 TD28              | 3 d'octubre, 1999    | Socorro              | LINEAR                               |
| 102252 -                | 1999 TG28              | 3 d'octubre, 1999    | Socorro              | LINEAR                               |
| 102253 -                | 1999 TH28              | 3 d'octubre, 1999    | Socorro              | LINEAR                               |
| 102254 -                | 1999 TO28              | 4 d'octubre, 1999    | Socorro              | LINEAR                               |
| 102255 -                | 1999 TR29              | 4 d'octubre, 1999    | Socorro              | LINEAR                               |
| 102256 -                | 1999 TP30              | 4 d'octubre, 1999    | Socorro              | LINEAR                               |
| 102257 -                | 1999 TZ30              | 4 d'octubre, 1999    | Socorro              | LINEAR                               |
| 102258 -                | 1999 TR31              | 4 d'octubre, 1999    | Socorro              | LINEAR                               |
| 102259 -                | 1999 TK32              | 4 d'octubre, 1999    | Socorro              | LINEAR                               |
| 102260 -                | 1999 TM33              | 4 d'octubre, 1999    | Socorro              | LINEAR                               |
| 102261 -                | 1999 TF34              | 1 d'octubre, 1999    | Catalina             | CSS                                  |
| 102262 -                | 1999 TJ34              | 1 d'octubre, 1999    | Catalina             | CSS                                  |
| 102263 -                | 1999 TF37              | 13 d'octubre, 1999   | Anderson Mesa        | LONEOS                               |
| 102264 -                | 1999 TU37              | 1 d'octubre, 1999    | Catalina             | CSS                                  |
| 102265 -                | 1999 TK38              | 1 d'octubre, 1999    | Catalina             | CSS                                  |
| 102266 -                | 1999 TD40              | 5 d'octubre, 1999    | Catalina             | CSS                                  |
| 102267 -                | 1999 TZ40              | 5 d'octubre, 1999    | Catalina             | CSS                                  |
| 102268 -                | 1999 TU43              | 3 d'octubre, 1999    | Kitt Peak            | Spacewatch                           |
| 102269 -                | 1999 TH44              | 3 d'octubre, 1999    | Kitt Peak            | Spacewatch                           |
| 102270 -                | 1999 TH45              | 3 d'octubre, 1999    | Kitt Peak            | Spacewatch                           |
| 102271 -                | 1999 TK45              | 3 d'octubre, 1999    | Kitt Peak            | Spacewatch                           |
| 102272 -                | 1999 TG46              | 4 d'octubre, 1999    | Kitt Peak            | Spacewatch                           |
| 102273 -                | 1999 TM46              | 4 d'octubre, 1999    | Kitt Peak            | Spacewatch                           |
| 102274 -                | 1999 TV46              | 4 d'octubre, 1999    | Kitt Peak            | Spacewatch                           |
| 102275 -                | 1999 TW50              | 4 d'octubre, 1999    | Kitt Peak            | Spacewatch                           |
| 102276 -                | 1999 TJ53              | 6 d'octubre, 1999    | Kitt Peak            | Spacewatch                           |
| 102277 -                | 1999 TY54              | 6 d'octubre, 1999    | Kitt Peak            | Spacewatch                           |
| 102278 -                | 1999 TH55              | 6 d'octubre, 1999    | Kitt Peak            | Spacewatch                           |
| 102279 -                | 1999 TS57              | 6 d'octubre, 1999    | Kitt Peak            | Spacewatch                           |
| 102280 -                | 1999 TE59              | 6 d'octubre, 1999    | Kitt Peak            | Spacewatch                           |
| 102281 -                | 1999 TM59              | 7 d'octubre, 1999    | Kitt Peak            | Spacewatch                           |
| 102282 -                | 1999 TX62              | 7 d'octubre, 1999    | Kitt Peak            | Spacewatch                           |
| 102283 -                | 1999 TG63              | 7 d'octubre, 1999    | Kitt Peak            | Spacewatch                           |
| 102284 -                | 1999 TM63              | 7 d'octubre, 1999    | Kitt Peak            | Spacewatch                           |
| 102285 -                | 1999 TP63              | 7 d'octubre, 1999    | Kitt Peak            | Spacewatch                           |
| 102286 -                | 1999 TR65              | 8 d'octubre, 1999    | Kitt Peak            | Spacewatch                           |
| 102287 -                | 1999 TB66              | 8 d'octubre, 1999    | Kitt Peak            | Spacewatch                           |
| 102288 -                | 1999 TR69              | 9 d'octubre, 1999    | Kitt Peak            | Spacewatch                           |
| 102289 -                | 1999 TS71              | 9 d'octubre, 1999    | Kitt Peak            | Spacewatch                           |
| 102290 -                | 1999 TH74              | 10 d'octubre, 1999   | Kitt Peak            | Spacewatch                           |
| 102291 -                | 1999 TT74              | 10 d'octubre, 1999   | Kitt Peak            | Spacewatch                           |
| 102292 -                | 1999 TX75              | 10 d'octubre, 1999   | Kitt Peak            | Spacewatch                           |
| 102293 -                | 1999 TK79              | 11 d'octubre, 1999   | Kitt Peak            | Spacewatch                           |
| 102294 -                | 1999 TW79              | 11 d'octubre, 1999   | Kitt Peak            | Spacewatch                           |
| 102295 -                | 1999 TM81              | 12 d'octubre, 1999   | Kitt Peak            | Spacewatch                           |
| 102296 -                | 1999 TF83              | 12 d'octubre, 1999   | Kitt Peak            | Spacewatch                           |
| 102297 -                | 1999 TH85              | 14 d'octubre, 1999   | Kitt Peak            | Spacewatch                           |
| 102298 -                | 1999 TO86              | 15 d'octubre, 1999   | Kitt Peak            | Spacewatch                           |
| 102299 -                | 1999 TV86              | 15 d'octubre, 1999   | Kitt Peak            | Spacewatch                           |
| 102300 -                | 1999 TS87              | 15 d'octubre, 1999   | Kitt Peak            | Spacewatch                           |